# Heimet

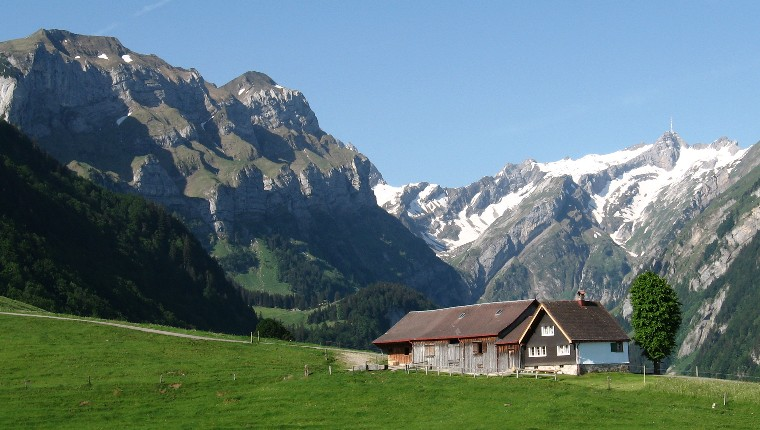
Los asentamientos dispersos en la región de Appenzell son típicos de un Heimet.

Un Heimet o Haus Heimetli o también Heimethus, (a menudo en diminutivo Heimetli y más raramente: Heimen o Bergheimen) es una pequeña granja en vocablo suizo. Históricamente, a menudo es también un derecho de residencia para los antiguos agricultores, llamado casa de los padres o casa patronal.
Para ser llamado así, un Heimet generalmente está por fuera de los caminos trillados, en lugar de ubicarse en el centro de una aldea. Muchas de estas granjas son objetos codiciados para ser usados como casas vacacionales, ya que muchas veces se encuentran en una ubicación tan inobstruible y fuera de las zonas de construcción actuales. Esto también las convierte en edificios casi inasequibles como viviendas residenciales, por sus elevados costos y por su lejanía con los centros urbanos.
El término no debe confundirse con la variante dialectal de la palabra Heimat, la cual hace referencia a los conceptualización de los términos combinados de hogar y tierra, lo que puede describirse finalmente como; tierra idealizada internamente, tierra natal o simplemente patria.

## Literatura
- Kurt Meyer: Duden – Wie sagt man in der Schweiz? Wörterbuch der schweizerischen Besonderheiten, Duden Taschenbücher, Bd. 22, 1989, ISBN 978-3-4110-4131-2.